# 島津泰子
島津 泰子（しまづ やすこ、1908年〈明治41年〉8月8日- 1976年〈昭和51年〉1月17日）は、公爵島津忠承の妻。
父は、三条実美の長男・三条公美。母は、福井藩主松平慶永の八女・千代子。

## 家族
- 父：公爵三条公美（三条実美長男）
- 母：三条千代子（福井藩主松平慶永八女）
- 兄弟： 三条実憲（公爵） - 仙石喜美子（仙石久英夫人） - 永井艶子（永井直邦夫人） - 島津泰子
- 夫：公爵島津忠承
- 子：
  - 長男：忠広（ただひろ、1933年〈昭和8年〉 - ） - 玉里島津家第4代当主。妻は、北白川肇子（北白川宮永久王第1王女子）[2]
  - 次男：久正（ひさまさ、1937年〈昭和12年〉 - ） - 妻は、穂穙典子（男爵穂穙俊玄次女）[2]
  - 長女：純子（じゅんこ、1938年〈昭和13年〉 - ） - 波多野敬雄夫人[2]
  - 次女：迪子（みちこ、1940年〈昭和15年〉 - ） - 兼高安登仁夫人[2]
  - 三女：慶子（けいこ、1943年〈昭和18年〉 - ） - 北白川道久夫人[2]

また、忠広の妻・肇子と慶子の夫・北白川道久は、共に北白川宮永久王の子女であり、兄妹同士のため、相互結婚の関係になる。